# Rossinyol bord de l'illa de Bougainville
El rossinyol bord de l'illa de Bougainville (Horornis haddeni) és una espècie d'ocell de la família dels cètids (Cettiidae). És endèmic de l'illa de Bougainville (Papua Nova Guinea). Els seus hàbitats principals són els boscos tropicals i subtropicals de frondoses humits de l'estatge montà. El seu estat de conservació es considera gairebé amenaçat.